# Mojkovac
Mojkovac (Montenegrijns: Мојковац: Albanees: Mojkovaci) is een Montenegrijnse gemeente.
Mojkovac telt 8.622 inwoners, waarvan er 3.590 in de hoofdplaats wonen.

## Demografie
De gemeente Mojkovac telt 8.622 inwoners (volkstelling van 2011), hetgeen 1,4% van de Montenegrijnse bevolking is. De gemeente heeft een urbanisatiegraad van 42%.
| stad Mojkovac     | 452   | 1.110 | 1.920 | 2.670 | 3.899  | 4.429  | 4.120  | 3.590 |
| gemeente Mojkovac | 5.865 | 7.252 | 8.832 | 9.833 | 10.753 | 10.830 | 10.666 | 8.662 |

#### Etniciteit
De Montenegrijnen (59%) vormen de meerderheid van de bevolking, gevolgd door Serviërs (35%). Montenegrijns en Servisch zijn de meest gesproken talen.

#### Religie
De bevolking bestaat nagenoeg uitsluitend uit leden van de Servisch-Orthodoxe Kerk (96%).

## Geboren
- Stefan Savić (1991), voetballer

Andrijevica · Bar · Berane · Bijelo Polje · Budva · Cetinje · Danilovgrad · Gusinje · Herceg-Novi · Kolašin · Kotor · Mojkovac · Nikšić · Petnjica · Plav · Pljevlja · Plužine · Podgorica · Rožaje · Šavnik · Tivat · Tuzi · Ulcinj · Žabljak